# پیز ترویسینا
پیز ترویسینا (به لاتین: Piz Trevisina) یک کوه در سوئیس است که در کانتون گراوبوندن واقع شده‌است. پیز ترویسینا ۲٬۸۲۳ متر بالاتر از سطح دریا واقع شده‌است.